# Alfred Hendrickx
Alfred Hendrickx (né à Malines en 1931) est un designer belge des années 1950 et 1960, qui s'est fait remarquer par la série de meubles Belform réalisés pour l'Exposition universelle de 1958. Il est considéré comme le designer le plus important d’après-guerre en Belgique.
Avec Willy Van Der Meeren, Jos De Mey et Lucien Engels, il était l'un des designers les plus célèbres de l'époque.

## Biographie
Alfred Hendrickx conçoit initialement des meubles pour la firme Van Fleteren, fondée par son grand-père Eugéne van Fleteren.
Au fil des annés, il crée des dizaines de meubles de style moderniste, dépouillé et raffiné.
Alfred Hendrickx est l’un des designers belges les plus en vue du milieu du XXe siècle. 
Pendant des années, il collabore avec le fabricant de mobilier belge Belform pour qui il dessine de nombreuses pièces élégantes et sculpturales mêlant l’industriel au scandinave, les bois précieux au métal. Ses créations originales des années 1950 et 1960, dont la fameuse chaise à trois pieds S3  conçue pour le salon de première classe de Sabena Airlines à Bruxelles, ont été redécouvertes il y a peu de temps par les amateurs de mobilier vintage et sont très recherchées pour leur design intemporel,.
En 1957, il réalise une table à café en fruitier, avec une céramique de Willy Meysmans , avec qui il a d'autres collaborations, notamment un buffet à portes coulissantes.

## Reconnaissance
Emiel (Mil) De Kooning est professeur en histoire de l'architecture et dirige des recherches sur la construction d'après-guerre et le design en Belgique.
En 2000, Emiel De Kooning publie Hedendaags design : Alfred Hendrickx en het fifties-meubel in België.

## Oeuvres
Certaines œuvres peuvent être vues au Design Museum de Gand.
Le musée a acquis par donation de la province d'Anvers six pièces présentées à l'Exposition universelle de 1958, dont quatre de la main du designer Alfred Hendrickx, avec des céramiques de Willy Meysmans, deux créateurs originaires de Malines.
Pour certaines œuvres, Alfred Hendrickx a collaboré avec le céramiste Jaak van de Vijver, qui a réalisé les carreaux de portes coulissantes.